# Waldemar Kmentt
Waldemar Kmentt (* 2. Februar 1929 in Wien; † 21. Jänner 2015 ebenda) war ein österreichischer Opernsänger (Tenor).

## Leben

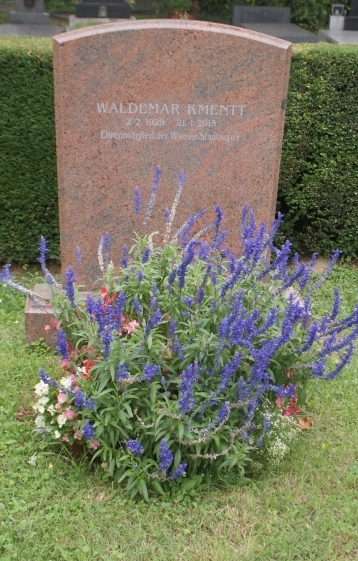
Grabstätte von Waldemar Kmentt

Waldemar Kmentt stammte aus einer angesehenen Familie. Seine Mutter war die Malerin Grete Kmentt-Montandon. Als Jugendlicher erlebte er als Passant den Brand der Wiener Staatsoper. Er maturierte im Jahr 1947 gemeinsam mit seinen Schulkollegen Eberhard Waechter und Fritz Uhl. Ursprünglich wollte er Pianist werden, ab 1949 studierte er Gesang an der Hochschule für Musik und Darstellende Kunst in Wien, unter anderem bei Elisabeth Radó, Adolf Vogel und Hans Duhan. Schon im Alter von 21 Jahren wurde er eingeladen, die Tenorpartie in Beethovens Neunter Symphonie unter der musikalischen Leitung von Karl Böhm zu singen. Ab 1951 war er Ensemblemitglied der Wiener Staatsoper, deren Mitglied er über 35 Jahre blieb. Sein Debüt gab er am 26. Juni 1951 als Prinz in Die Liebe zu den drei Orangen von Sergei Sergejewitsch Prokofjew. Insgesamt verkörperte er am Haus am Ring 79 Rollen in 1480 Vorstellungen, wobei manche Vorstellungen institutionell zur Staatsoper gehörten, aber im Theater an der Wien oder in der Volksoper stattfanden, da das Operngebäude im März 1945 bei Bombenangriffen zerstört wurde und man bis zur Wiedereröffnung im Jahr 1955 in diese Gebäude auswich. Zuletzt trat Kmentt in der Staatsoper am 25. November 2005 als Haushofmeister in Ariadne auf Naxos auf.
Als junger lyrischer Tenor war er Mitglied des Wiener Mozartensembles. Das Repertoire seiner langen Karriere umfasst mehr als 80 Opern- und Operettenrollen vom lyrischen, jugendlich heldischen bis zum Charakterfach. Er hat an allen großen Opernhäusern sowohl in Europa als auch in Japan und Amerika gesungen. Bei den Salzburger Festspielen war er viele Jahre als Gast zu sehen. Auch trat er bei den Festivals von Bayreuth, Edinburgh und Aix-en-Provence auf. Als Konzertsänger wirkte er unter Herbert von Karajan, Otto Klemperer, Carlos Kleiber, Karl Richter, Karl Böhm, Eugen Jochum, Sergiu Celibidache und Leonard Bernstein.
Kmentt leitete von 1978 bis 1995 das Opernstudio am Konservatorium der Stadt Wien, aus welchem viele heute namhafte Sänger hervorgingen, wie z. B. Wolfgang Bankl, Malin Hartelius oder Mehrzad Montazeri.
Im Alter von 72 Jahren feierte er sein Met-Debüt mit der Rolle des Haushofmeisters in Ariadne auf Naxos. Danach stand er einige Jahre in kleineren Operncharakterrollen an der Volksoper Wien auf der Bühne.
Kmentt starb im Jänner 2015 im Alter von 85 Jahren in seiner Geburtsstadt Wien und wurde auf dem Wiener Zentralfriedhof (Gruppe 33G, Nummer 83) beigesetzt.

## Auszeichnungen
- 1962: Berufstitel Österreichischer Kammersänger[5]
- 2001: Großes Ehrenzeichen für Verdienste um die Republik Österreich[7]
- 2002: Goldenes Ehrenzeichen für Verdienste um das Land Wien

## Aufnahmen
- Friedrich Cerha: Baal, mit Martha Mödl, Emily Rawlins, Margarethe Bence, Waldemar Kmentt, Dirigent: Christoph von Dohnányi, Wiener Philharmoniker, Amadeo, Live-Aufnahme der Uraufführung 1981